# Пекшур
Пекшу́р (рос. Пекшур) — присілок у складі Увинського району Удмуртії, Росія.

## Населення
Населення — 4 особи (2010; 0 в 2002).